# Karmeliterkirche (Warschau)

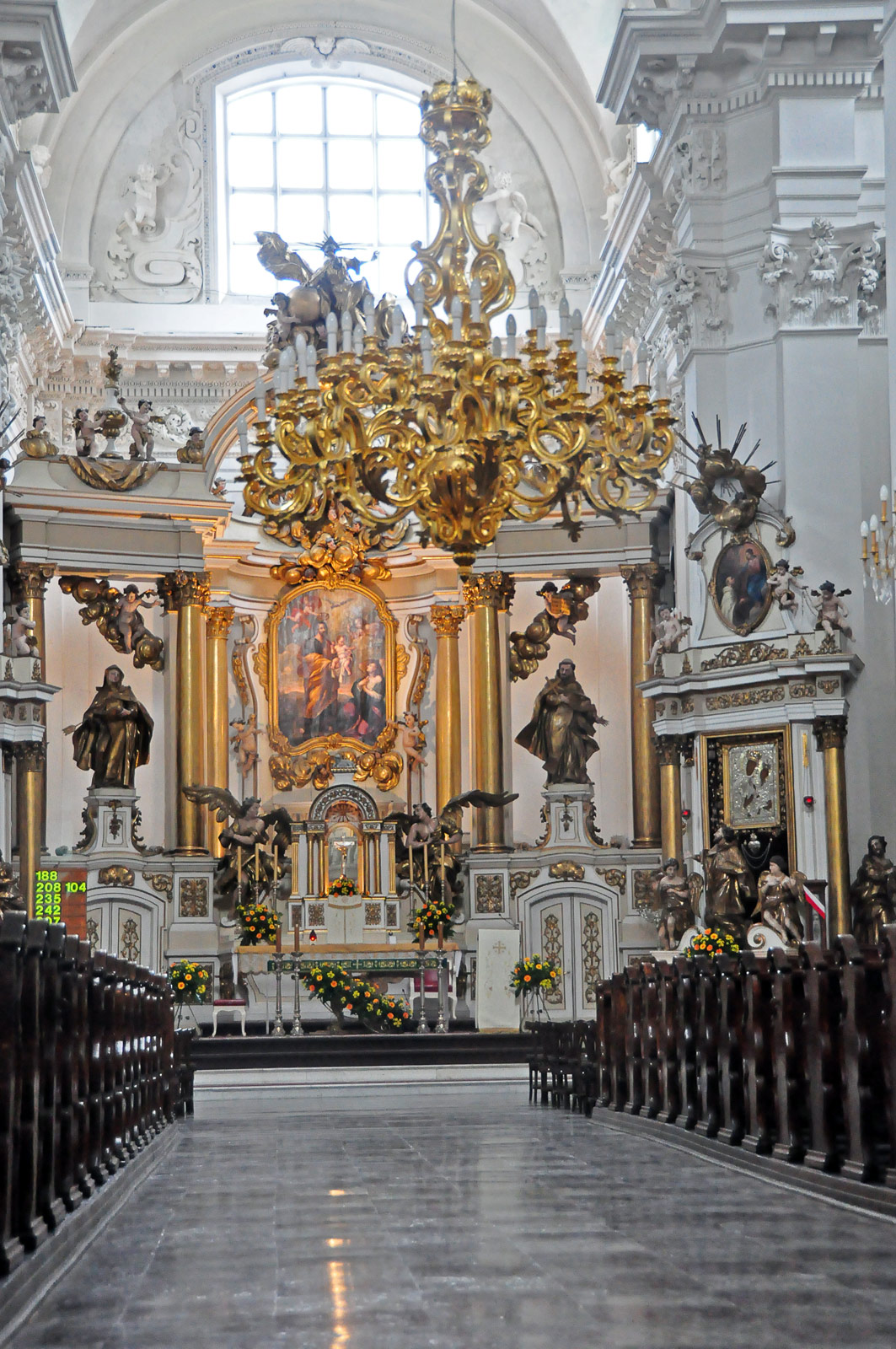
Innenraum

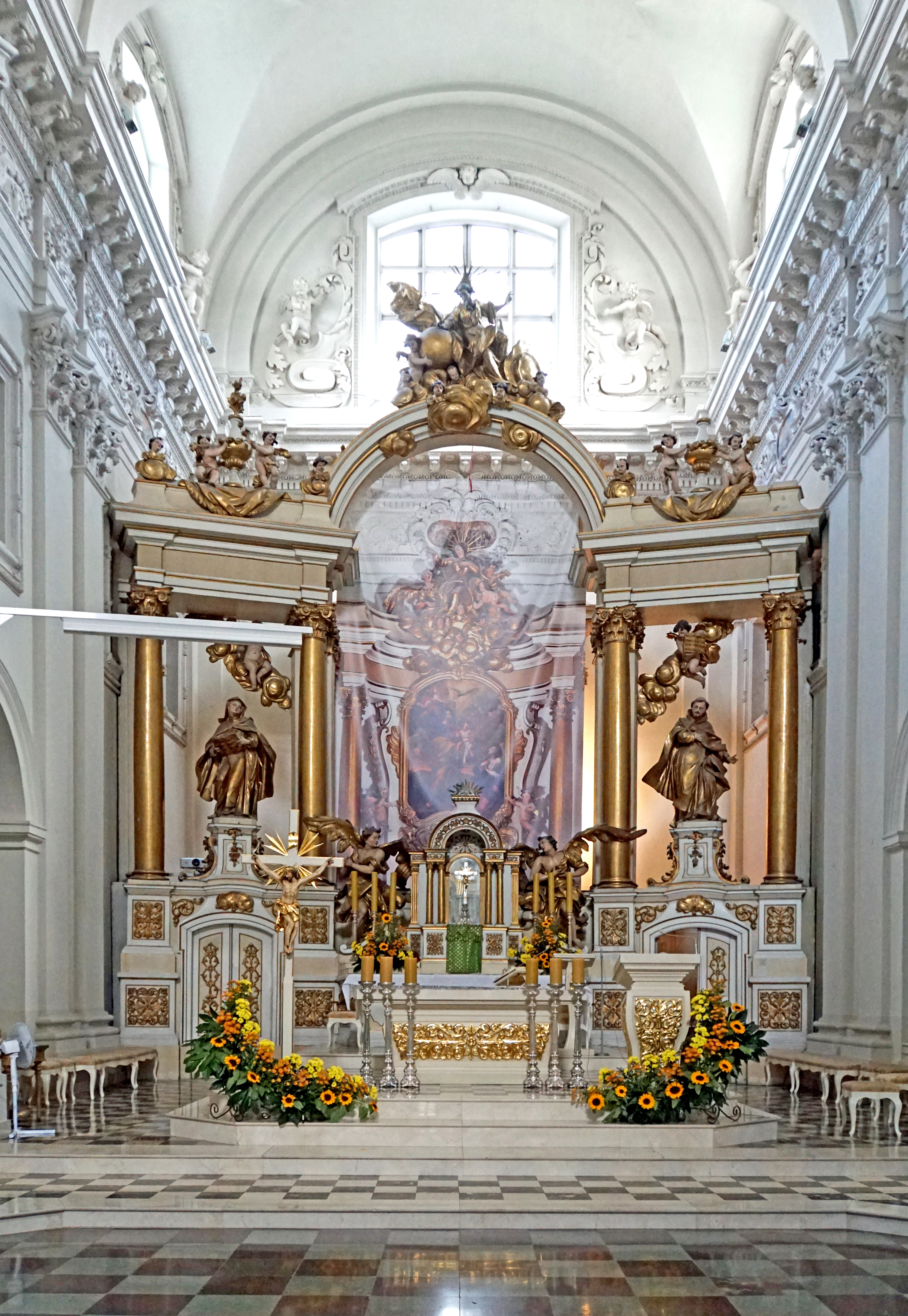
Altar

Die Karmeliterkirche oder auch Kirche Mariä Himmelfahrt und des Heiligen Josefs (polnisch Kościół Wniebowzięcia Najświętszej Maryi Panny i św. Józefa Oblubieńca) ist eine römisch-katholische Kirche in Warschau an der Krakauer Vorstadt unmittelbar nördlich des Präsidentenpalasts.

## Geschichte
Die Kirche wurde in den Jahren 1661 bis 1681 von den Karmelitern im Stil des Barock durch Isidoro Affaitati erbaut. Die Rokoko-Fassade der Kirche geht auf Ephraim Schröger zurück. Die Kirche ist eine der wenigen Warschauer Sakralbauten in der Innenstadt, die während des Zweiten Weltkrieges nicht zerstört wurden. Unmittelbar nach dem Krieg kam ihr daher bis zum Wiederaufbau der Johanneskathedrale die Funktion der Kathedrale zu.